# Daniel Tröhler
Daniel Tröhler (* 9. Januar 1959 in Olten) ist ein Schweizer Erziehungswissenschaftler, der seit Januar 2017 den Lehrstuhl für Allgemeine Erziehungswissenschaft an der Universität Wien innehat. Er arbeitet als Wissenschaftler mit historischem Zugang vor allem in den Spannungsfeldern von Nationalität und Internationalität, Ideologie und Geschichtsschreibung, Sprache und Epistemologie sowie Politik und Schule/Curriculum.

## Biographie
Tröhler wuchs zweisprachig mit Französisch und Deutsch auf. Er verbrachte 1977 ein Jahr als Austauschstudent in Noblesville, Indiana in den USA. Nach seiner Rückkehr nahm er 1980 das Studium der Pädagogik, Psychologie und Publizistik an der Universität Zürich auf. Dort promovierte er 1988 zum Dr. phil. und habilitierte sich 2002 mit der Arbeit Republikanismus und Pädagogik: Pestalozzi im historischen Kontext. Im gleichen Jahr wurde er in Zürich Professor für Erziehungswissenschaft an der Pädagogischen Hochschule, Direktor des Instituts für Historische Bildungsforschung Pestalozzianum und nahm für ein Jahr eine Vertretungsprofessur an der Universität Heidelberg an. 2004 verbrachte er einen längeren Forschungsaufenthalt an der Universität Chicago. Von Zürich aus ging er dann 2008 als ordentlicher Professor für Erziehungswissenschaft an die Universität Luxemburg, wo er die nächsten acht Jahre lehrte. Von 2011 bis 2016 war er dort auch Direktor der Doktorandenschule der Erziehungswissenschaften. Seit 2017 lehrt er als Professor für Allgemeine Erziehungswissenschaft am Institut für Bildungswissenschaft der Universität Wien in Österreich und ist seit Herbst Vizedekan, Institutsvorstand und Leiter der Doktorandenschule. Im Sommersemester 2020 war er Invited Research Fellow an der Stanford University Graduate School of Education. 
Daniel Tröhler hatte und hat mehrere Gastprofessuren inne: 2009 an der Universität Oulu in Finnland, 2010 bis 2019 an der Universität Granada in Spanien und seit 2018 an der Universität Oslo in Norwegen.

## Forschung
Daniel Tröhler lernte in seiner wissenschaftlichen Laufbahn verschiedene (nationale) wissenschaftliche Denkkulturen kennen, das Phänomen "nationaler Denkstile" (Tröhler 2018) macht er zum Gegenstand seiner theoretischen Auseinandersetzung.
In Anlehnung an und Weiterführung von Arbeiten des Schweizer Linguisten Ferdinand de Saussure und des neuseeländischen Historiker und Politologen John G. A. Pocock entwickelte Daniel Tröhler einen method(odolog)ischen Zugang der Diskursanalyse. Dieser Zugang ermöglicht es, (national-)spezifische Denkweisen als ideologische (zum Beispiel religiöse und politische) 'Sprachen' innerhalb der Erziehung und Bildung zu identifizieren und analysieren. Exemplarisch dargestellt hat er dies in einem seiner Hauptwerke, Languages of Education (2011, Routledge), für das er den Outstanding Book Award der American Education Research Association (AERA) erhalten hat.
Seit 2019 arbeitet Daniel Tröhler an der Entwicklung eines umfassenden historisch-vergleichenden Forschungsprojektes zum Thema „Nationalstaat, Curriculum und die Heranbildung  national gesinnter BürgerInnen“. Dazu hat er 2020 im Journal of Curriculum Studies einen Aufsatz veröffentlicht („National literacies, or modern education and the art of fabricating national minds“), eine Sondernummer im Croatian Journal of Education herausgegeben (Education, ‘Doing nation’, nation building and the development of national literacies) und er ist daran, als leitender Herausgeber das World Yearbook of Education 2022 zu erstellen, das dem Thema „Education, Schooling and the Global Universalization of Nationalism“ gewidmet ist. 

## Schriften (Auswahl)
- Philosophie und Pädagogik bei Pestalozzi. Reihe Studien zur Geschichte der Pädagogik und Philosophie der Erziehung. Haupt Verlag, Bern 1988, ISBN 3-258-03979-8.
- Republikanismus und Pädagogik: Pestalozzi im historischen Kontext. Klinkhardt, Bad Heilbrunn 2006.
- mit Fritz-Peter Hager: Reihe «Neue Pestalozzi-Studien».[2]
- Languages of Education. Protestant Legacies, National Identities, and Global Aspirations. New York, Routledge 2011, ISBN 9780415716727.
- (Hrsg.) A cultural history of education in the age of Enlightenment. London, UK: Bloomsbury, 2020, ISBN 9781350035157.
- (Hrsg. zusammen mit N. Piattoeva und W. F. Pinar) Education, Schooling and the Global Universalization of Nationalism [World Yearbook of Education, 2022]. London, Routledge 2022, ISBN 9780367684921.
- (Hrsg. zusammen mit S. Tveit, B. Hörmann, I. Bostad) The Nordic Education Model. Historical Emergence, Comparative Perspectives, and Current Renegotiations. New York, Routledge 2022, ISBN 9781032110462.
- (Hrsg.). Education, Curriculum and Nation-Building. Contributions of Comparative Education to the Understanding of Nations and Nationalism. London: Routledge, 2023. ISBN 978-1-03-230758-9.